# La isla de los muertos (Rajmáninov)

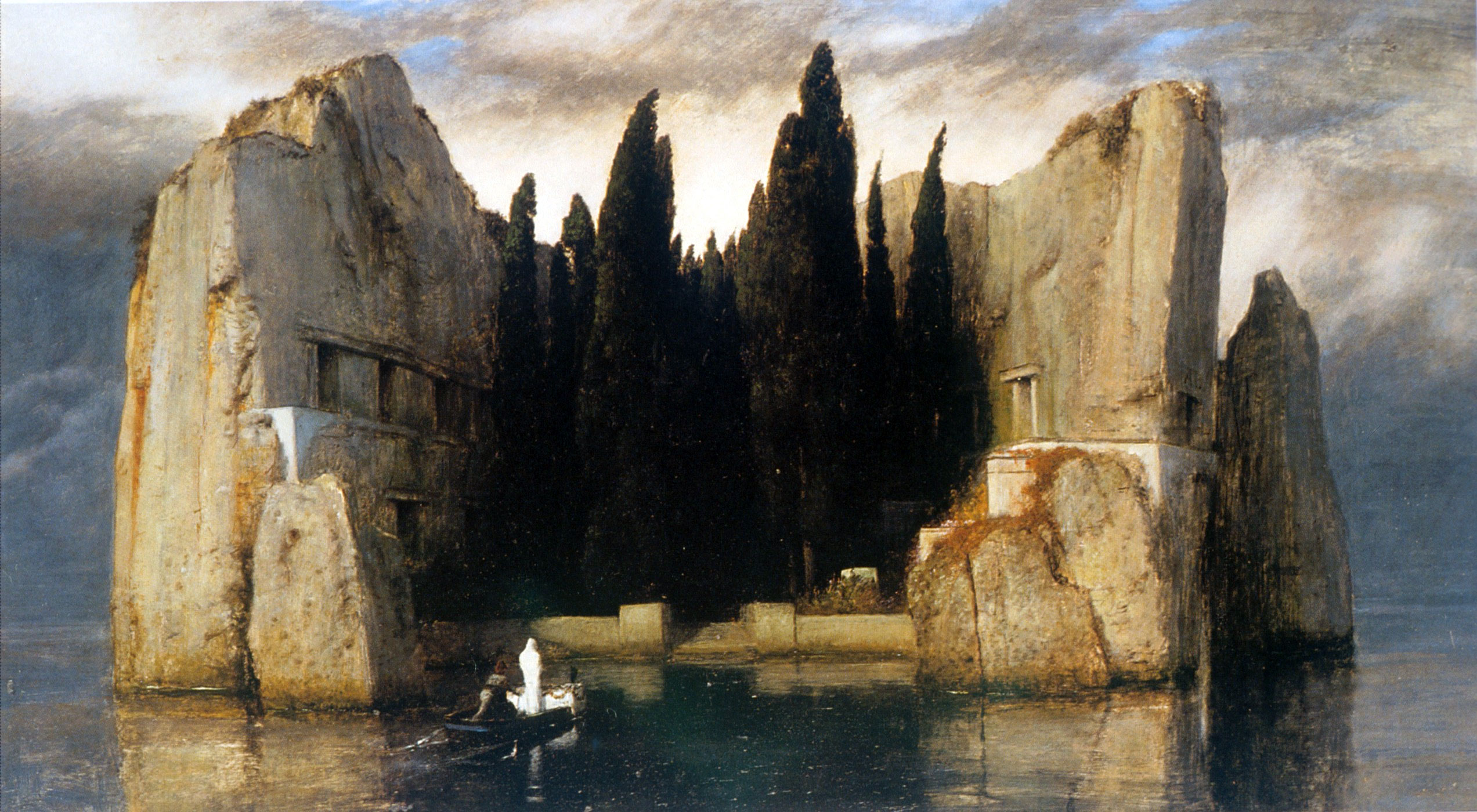
La isla de los muertos, pintura de Arnold Böcklin, tercera versión (1883).

La isla de los muertos, Op. 29, es un poema sinfónico del compositor ruso Serguéi Rajmáninov compuesto en 1908 en Dresde,  e inspirado por una copia en blanco y negro del cuadro homónimo de Arnold Böcklin, que había visto en París en 1907. El compositor ruso declaró que si hubiera visto primero los colores en el cuadro original, probablemente no habría compuesto la obra. Esta obra está considerada como un claro ejemplo del postromanticismo ruso de principios del siglo XX.

## Descripción
La duración aproximada de la pieza oscila entre los 20 y los 28 minutos. La música comienza suavemente, con un movimiento de vaivén que sugiere el rumor de las olas mientras Caronte rema por el río Estigia. A lo largo de esta obra, Rajmáninov utiliza una figura recurrente en un compás de 5/8 para imitar el movimiento del agua y del remo de Caronte. Al comienzo de la obra, el tema principal se repite en un prolongado crescendo; en la sección central, la orquesta explora distintas variaciones del tema, hasta llegar a un momento de silencio tras el cual, al igual que sucede en varias de sus obras, Rajmáninov introduce el motivo de la música del Dies irae como referencia a la muerte. Al mismo tiempo, el vaivén de la música también sugiere el sonido de una respiración, indicando de esa manera que la vida y la muerte se entrelazan.